# سیارک ۱۱۹۱
سیارک ۱۱۹۱ (به انگلیسی: 1191 Alfaterna، نامگذاری:1931CA) هزار و صد و نود و یکمین سیارک کشف شده‌است که در ۱۱ فوریه ۱۹۳۱ کشف شد.
قدر مطلق سیارک برابر ۱۰٫۶۰ است.